# Thomas Preston
Thomas Austin „Amarillo Slim“ Preston, Jr. (* 31. Dezember 1928 in Johnson, Arkansas; † 29. April 2012 in Amarillo, Texas) war ein professioneller US-amerikanischer Pokerspieler. Er gewann 1972 das Main Event der World Series of Poker und sicherte sich insgesamt vier Bracelets bei dieser Turnierserie. Der Amerikaner ist Mitglied der Poker Hall of Fame und wurde 2019 als einer der 50 besten Spieler der Pokergeschichte genannt.

## Pokerkarriere

### Werdegang
Bevor er ein bekannter Pokerspieler und sein Gesicht berühmt wurde, war Preston ein Spieler, der mit Doyle Brunson und Brian Roberts durch die Vereinigten Staaten zog.
Preston gewann das Hauptturnier der World Series of Poker (WSOP) 1972 in Las Vegas. Nach seinem Sieg trat er in verschiedenen Talkshows auf und spielte in dem Film California Split von Robert Altman mit, was ihn auch außerhalb der Pokerszene berühmt machte. Er erschien elfmal in der Tonight Show und war auch in den Sendungen Good Morning America, 60 Minutes, The Tomorrow Show, Panorama, Georgia Today und A. M. Los Angeles zu Gast.
Bei der WSOP 2007 schloss er nach einer fünfjährigen Pause wieder ein Turnier in den Preisrängen ab. Insgesamt gewann Preston vier Bracelets bei der WSOP, darunter zwei in der Variante Pot Limit Omaha. Er erspielte sich knapp 600.000 US-Dollar in Pokerturnieren. Im Jahr 1992 wurde Preston in die Poker Hall of Fame aufgenommen. Im Rahmen der 50. Austragung der World Series of Poker wurde er im Juni 2019 als einer der 50 besten Spieler der Pokergeschichte genannt.

### Braceletübersicht
Preston kam bei der WSOP zwölfmal ins Geld und gewann vier Bracelets:
| Jahr | Buy-in (in $) | Turnier                                          | Teilnehmer | Preisgeld (in $) |
| ---- | ------------- | ------------------------------------------------ | ---------- | ---------------- |
| 1972 | 10.000        | No-Limit Hold’em Main Event – World Championship | 08         | 080.000          |
| 1974 | 01.000        | No Limit Hold’em                                 | 21         | 011.100          |
| 1985 | 05.000        | Pot Limit Omaha                                  | 22         | 085.000          |
| 1990 | 05.000        | Pot Limit Omaha                                  | 71         | 142.000          |

## Privates
Im Mai 2003 veröffentlichte Preston seine Autobiografie Amarillo Slim in a World Full of Fat People (deutsch Amarillo Slim in einer Welt voller fetter Leute), in der er einige Geschichten über Pokerspiele mit Larry Flynt, Lyndon Johnson und Richard Nixon und anderen erzählt. Im Juli 2003 wurde gemeldet, dass er während einer Radiosendung eine antisemitische Bemerkung über den Komiker Joey Bishop geäußert habe.
Im August 2003 wurde Preston angeklagt, weil er an seiner zwölfjährigen Enkeltochter drei Sittlichkeitsvergehen begangen haben sollte. Die Anklagen wurden nach einem Handel mit der Verteidigung auf übertretende Angriffe reduziert. Am 10. Februar 2004 bekannte er sich schuldig und erhielt eine Geldstrafe von 4000 US-Dollar sowie zwei Jahre Bewährungsstrafe.
Preston war geschieden, hatte drei Kinder und wohnte in Amarillo in Texas.

## Werke
- Amarillo Slim in a World Full of Fat People. The memoirs of the greatest gambler who ever lived. Harper, New York 2003, ISBN 978-0-06054-235-1.
- Amarillo Slim’s play poker to win. Million dollar strategies from the legendary world series of poker winner. HarperCollins, New York 2005, ISBN 978-0-06081-755-8 (Neuaufl. d. Ausg. „Play poker to win“, New York 1973; zusammen mit Bill G. Cox).